# Голуэйский кафедральный собор
Собор Вознесения Богоматери и Святого Николая — (англ. The Cathedral of Our Lady Assumed into Heaven and St Nicholas; ирл. Ard-Eaglais Mhaighdean na Deastógála agus Naomh Nioclás), также известный как Голуэйский собор (англ. Galway Cathedral; ирл. Ard-Eaglais na Gaillimhe) — католический собор в Голуэе в Ирландии, резиденция епископа Голуэя, Килмакдуа и Килфеноры.

## О соборе
Строительство собора началось в 1958 году на месте старой городской тюрьмы.
В 1965 году строительство было завершено и 15 августа собор был освящён кардиналом Ричардом Кушингом в честь Вознесения Богоматери и Святого Николая.
Архитектура собора вобрала в себя черты разных стилей: купол и колонны тяготеют к Ренессансу, другие элементы, в том числе окна-розы и мозаика, созданы в традициях христианского искусства.
Здесь же находится один из лучших органов в Ирландии, построенный ливерпульской фирмой «Rushworthe & Dreaper» в 1966 году.
Купол собора высотой 44,2 м является заметным ориентиром в небе города.
Собор расположен на западном берегу реки Корриб к северо-западу от центра Голуэя.

## Галерея

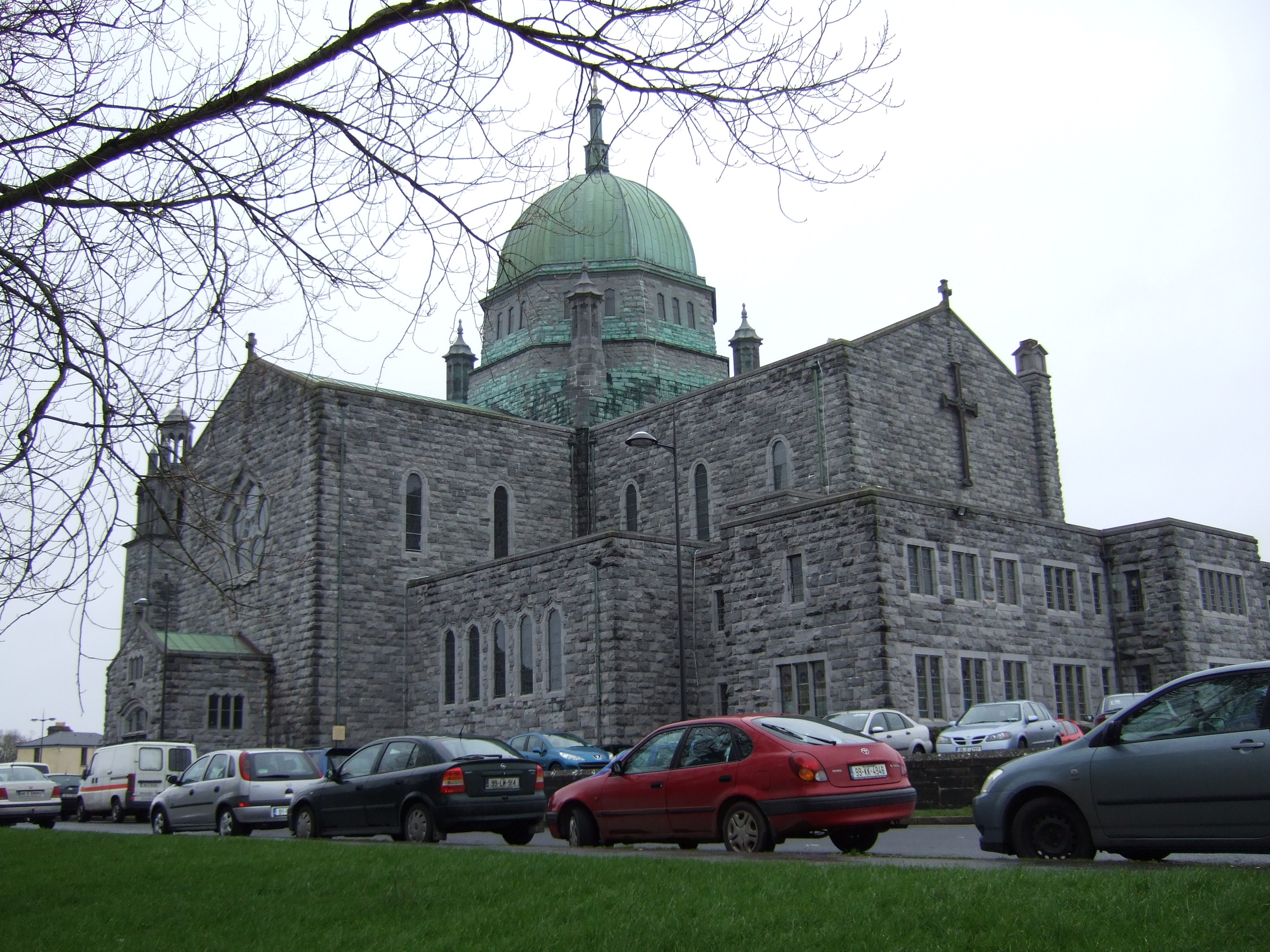
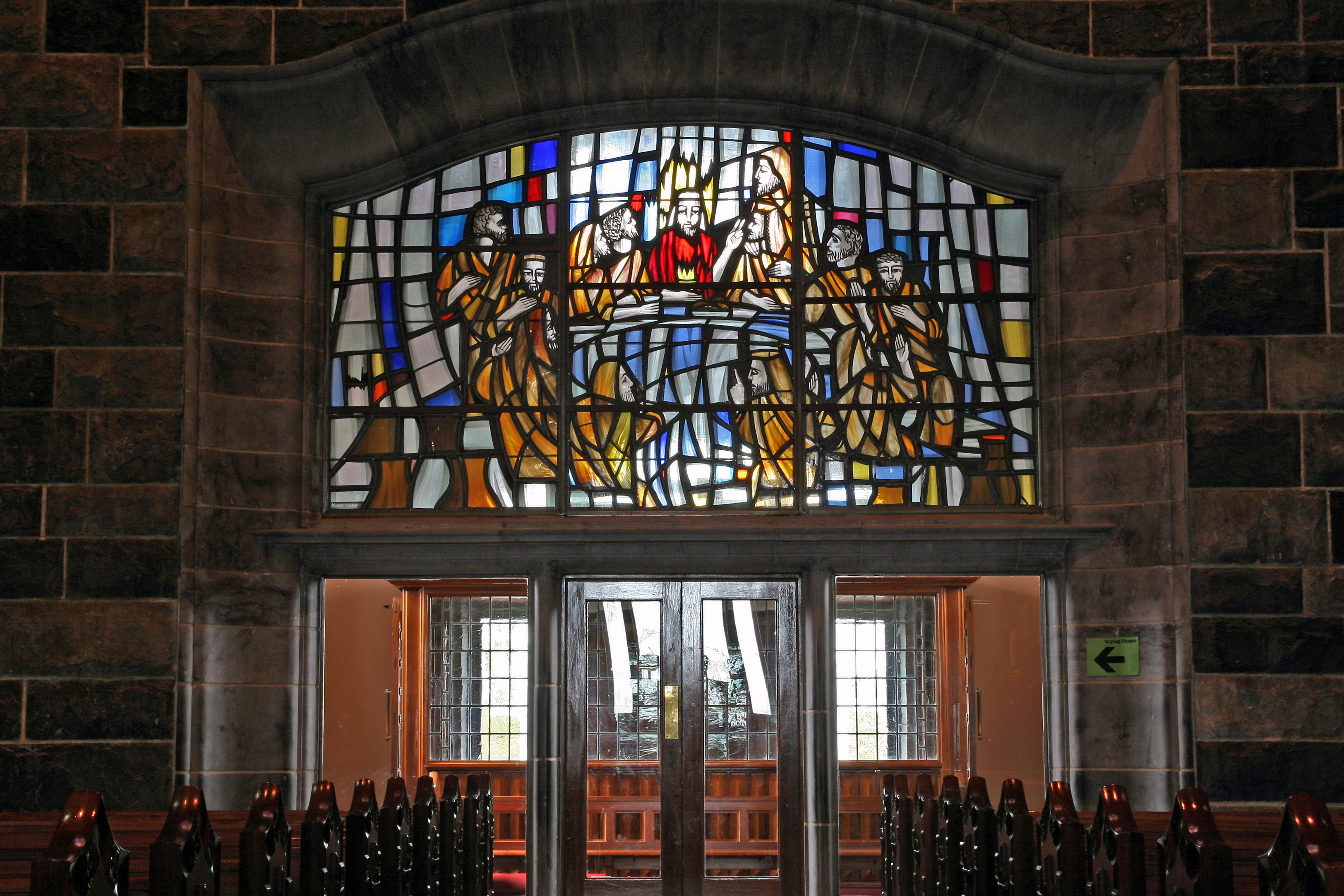
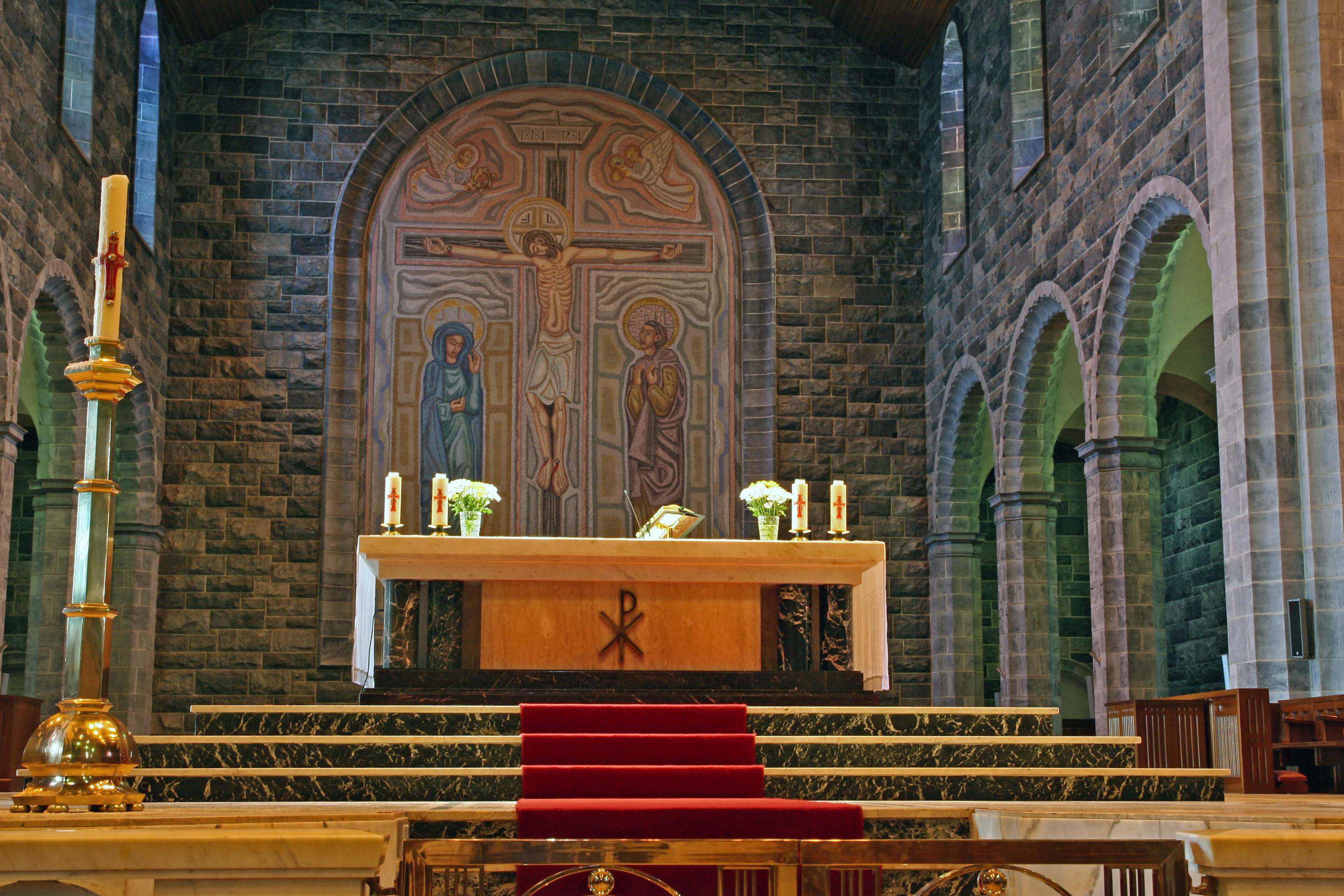